# Marca de apărare a lui Dragoș
Marca de apărare a lui Dragoș a fost o „marcă de graniță” (Grenzemark în germană, Határőrgrófság în maghiară) întemeiată de trimisul regelui Ungariei, un nobil din Maramureș numit Dragoș de la Cuhea, pentru a proteja, pe versantul de răsărit al Carpaților orientali, regatul maghiar de atacurile tătare.
În 1343, regele Ludovic I al Ungariei, împreună cu o mare parte din nobilimea transilvănenă sub conducerea lui Andrei Lackfi, conduce o campanie împotriva tătarilor de peste munți. Aici, regele îl lasă pe un voievod din Maramureș, Dragoș din Cuhea să întemeieze o „marcă de graniță” în nord-vestul Moldovei, în caz că tătarii vor ataca din nou. Dragoș a domnit între 1351/2 și 1353. Lui Dragoș i-a urmat fiul său Sas, care a murit în 1359. În anul morții lui Sas, Bogdan de la Cuhea, un alt voievod maramureșan, în conflict cu Ludovic I, trece munții cu familia și o oaste mică și îl înfrânge și alungă pe noul voievod Balc. Regele pornește o campanie împotriva lui Bogdan, dar aceasta se termină cu un eșec.
Unii istorici îl consideră pe Dragoș ca întemeietor al Moldovei, dar cel care a terminat procesul de formare al statului independent Moldova este Bogdan, care a reunit sub autoritatea sa diferitele cnezate aflate pe teritoriul istoric moldovenesc. Multe documente medievale denumesc de altfel noul principat al Moldovei „Bogdania”.
Capitala mărcii s-a aflat la Baia, nume care însemna pe atunci „albie, scobitură, mină”, în limba germană Molde, pe care filologii îl pun în relație cu toponimul „Moldova”. Marca se întindea de la Carpați și de la Ceremuș la Nistrul mijlociu (nu mai la răsărit decât Hotinul), pe actuala Bucovină de nord și aproximativ pe județele Suceava, Botoșani, Neamț și Iași. Cetățile principale erau Baia, Câmpulung Moldovenesc, Strășineț, Onut, Rădăuți, Siret, Neamț și Iași.

## Conducători
- Dragoș din Cuhea ; 1351/2 - 1353 ; înainte a fost voievod în Maramureș
- Sas ; 1354 - 1359 ; fiul lui Dragoș
- Balc ; 1359 ; fiul lui Sas, apoi voievod în Maramureș